# Záchvatovité přejídání
Záchvatovité přejídání (psychogenní přejídání) se řadí mezi poruchy příjmu potravy. Člověk postižený touto nemocí své osobní problémy řeší nadměrným příjmem jídla. Za velice krátký čas dovede zkonzumovat ohromné množství jídla. Na rozdíl od duševně zdravého člověka je pro nemocného problém se najíst do polosyta. Přejídá se, dokud mu není natolik špatně, aby přestal. Do náruči této nemoci často padají ženy a muži nemocní některými dalšími poruchami příjmu potravy, např. mentální anorexiií a mentální bulimií. Přejídání často vede k obezitě a tento problém bychom měli včas vyřešit s psychologem, nutričním terapeutem, nebo jiným odborníkem.